# Wohnhaus Hauptstraße 41 (Laage)

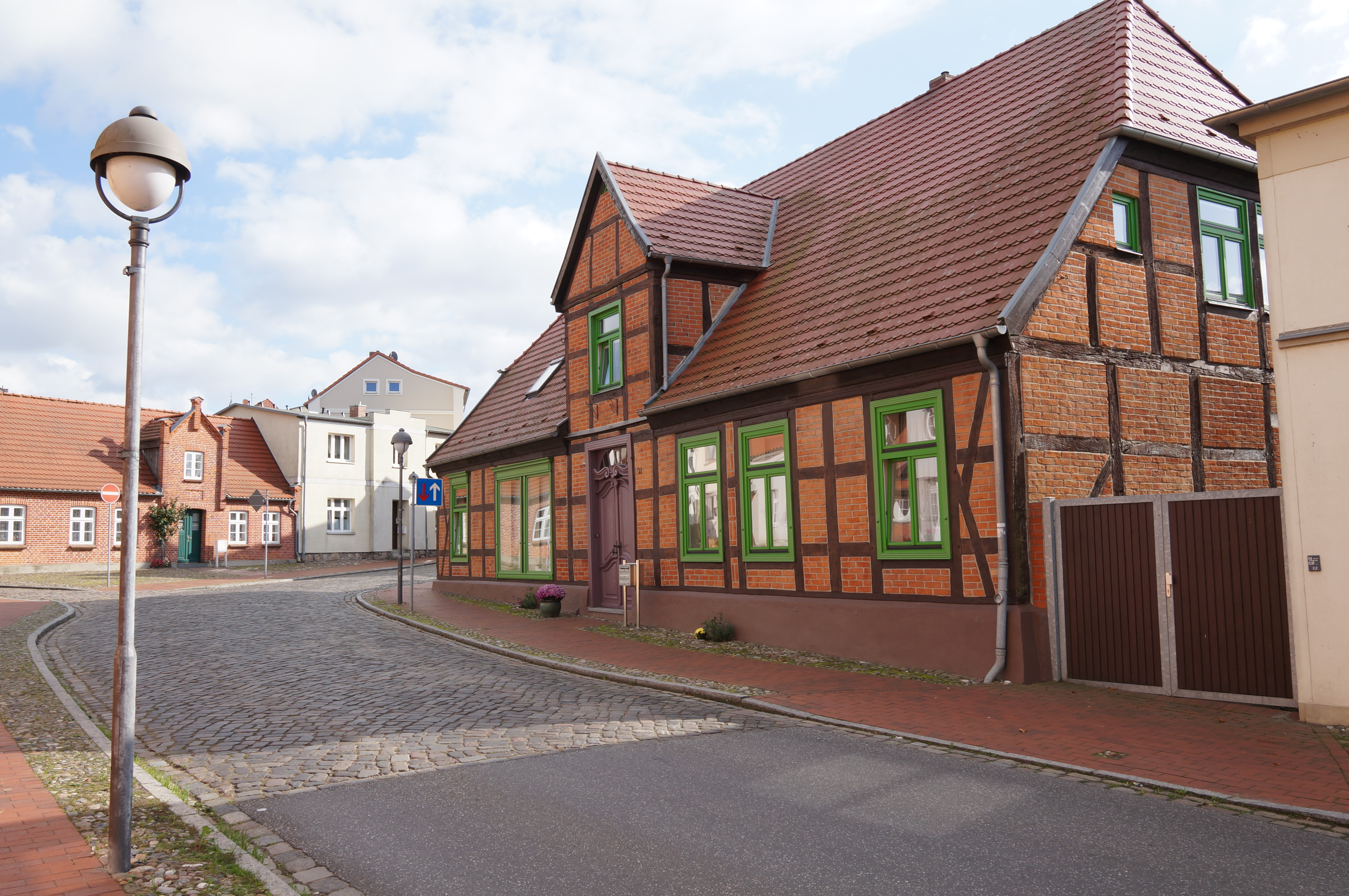

Das Wohnhaus Hauptstraße 41 in Laage stammt aus dem 19. Jahrhundert.
Das Gebäude steht unter Denkmalschutz.

## Geschichte
Das 1216 erstmals erwähnte Dorf Laage im Landkreis Rostock in Mecklenburg-Vorpommern hat 6469 Einwohner (2019).
Das eingeschossige Fachwerkhaus mit dem zweigeschossigen Zwerchgiebel, dem Krüppelwalmdach, einer neobarocken Haustür und den Ausfachungen aus Backsteinen wurde im Rahmen der Städtebauförderung in den 1990er Jahren saniert. Das Haus wird auch als Laden genutzt.